# كلارنس روس
كلارنس روس (بالإنجليزية: Clarence Ross)‏ هو كاتب أمريكي، ولد في 26 أكتوبر 1923 في أوكلاند في الولايات المتحدة، وتوفي في 30 أبريل 2008.